# Aizy-Jouy

Aizy-Jouy este o comună în departamentul Aisne din nordul Franței. În 1 ianuarie 2022 avea o populație de 308 de locuitori.